# پیاده‌سازی در نرماندی
پیاده‌سازی‌های نرماندی (با نام رمز عملیات نپتون) نخستین عملیات در جبهه نرماندی در جنگ جهانی دوم بود که در روز دی در ۶ ژوئن ۱۹۴۴ با پیاده شدن ۱۶۰٬۰۰۰ نفر در ساحل نرماندی و با بیش از ۵٬۰۰۰ کشتی انجام شد.
فرودهای نرماندی عملیات فرود و عملیات هوایی مرتبط با آن در سه شنبه، ۶ ژوئن ۱۹۴۴ از حمله متفقین به نرماندی در عملیات Overlord در طول جنگ جهانی دوم بود. عملیات رمزنگاری شده عملیات نپتون و اغلب به عنوان D-Day نامیده می‌شود، این بزرگترین حمله دریایی در تاریخ بود. عملیات آزادی فرانسه (و بعداً اروپای غربی) را آغاز کرد و پایه‌های پیروزی متفقین را در جبهه غربی بنا نهاد.
برنامه‌ریزی برای عملیات در سال ۱۹۴۳ آغاز شد. در ماه‌های منتهی به حمله، متفقین یک فریب نظامی قابل ملاحظه را با نام رمز عملیات بادیگارد انجام دادند تا آلمانی‌ها را در مورد تاریخ و محل فرودهای اصلی متفقین گمراه کنند. آب و هوا در روز D بسیار ایده‌ال نبود و عملیات باید ۲۴ ساعت به تعویق می‌افتاد. تعویق بیشتر به معنای تأخیر حداقل دو هفته ای بود، زیرا برنامه ریزان تهاجم برای مرحله ماه، جزر و مد و زمان روز که به معنی تنها چند روز در هر ماه بود مناسب می‌دانستند. آدولف هیتلر فیلدمارشال اروین رومل را فرمانده نیروهای آلمان و توسعه استحکامات در امتداد دیوار اقیانوس اطلس در پیش‌بینی حمله متفقین قرار داد. فرانکلین دی روزولت، رئیس‌جمهور ایالات متحده ژنرال دوایت دی آیزنهاور را فرماندهی نیروهای متفقین کرد.
متفقین در روز نخست به هیچ‌یک از اهداف خود نرسیدند. کارانتان ، سنت لو و بایو در دست آلمان‌ها باقی ماندند و کان، هدف اصلی، تا ۲۱ ژوئیه اسیر نشد. تنها دو ساحل (جونو و گلد) در روز اول به هم متصل شدند و هر پنج ساحل تا ۱۲ ژوئن به هم متصل نبودند. با این حال، این عملیات پایه ای پیدا کرد که متفقین به تدریج در ماه‌های آینده گسترش یافتند. تلفات آلمان در روز D بین ۴۰۰۰ تا ۹۰۰۰ مرد برآورد شده‌است. تلفات متفقین حداقل برای ۱۰٬۰۰۰ ثبت شده‌است، و ۴٬۴۱۴ کشته تأیید شده‌است. موزه‌ها، بناهای یادبود و گورستان‌های جنگی در این منطقه هر ساله میزبان بازدیدکنندگان زیادی است.

## پیش زمینه
پس از حمله ارتش آلمان به اتحاد جماهیر شوروی در ژوئن ۱۹۴۱، جوزف استالین، رهبر اتحاد جماهیر شوروی، فشار بر متحدان جدید خود برای ایجاد جبهه دوم در غرب اروپا را آغاز کرد. در اواخر ماه مه ۱۹۴۲ اتحاد جماهیر شوروی و ایالات متحده اعلام مشترکی کردند که "... در مورد وظایف فوری ایجاد جبهه دوم در اروپا در سال ۱۹۴۲" به تفاهم کامل رسیده‌است. با این حال، نخست‌وزیر انگلیس وینستون چرچیل، رئیس‌جمهور ایالات متحده، فرانکلین دی روزولت را متقاعد کرد تا حمله وعده داده شده را به تعویق بیندازد، زیرا حتی با کمک ایالات متحده، متفقین نیروهای کافی برای چنین فعالیتی نداشتند.
به جای بازگشت فوری به فرانسه، متحدان غربی در تئاتر عملیات مدیترانه، جایی که نیروهای انگلیسی قبلاً در آنجا مستقر بودند، حملات تهاجمی انجام دادند. در اواسط سال ۱۹۴۳ کمپین در شمال آفریقا پیروز شده بود. سپس متفقین در ژوئیه ۱۹۴۳ حمله به سیسیل را آغاز کردند و متعاقباً در سپتامبر همان سال به سرزمین اصلی ایتالیا حمله کردند. در آن زمان، نیروهای شوروی در تهاجم بودند و در نبرد استالینگراد پیروزی بزرگی کسب کردند. تصمیم برای انجام تهاجم بین کانال در سال آینده در کنفرانس Trident در واشینگتن در مه ۱۹۴۳ گرفته شد. برنامه‌ریزی اولیه با تعداد کشتی‌های فرود موجود، که اکثر آنها قبلاً در مدیترانه و اقیانوس آرام انجام شده بود، محدود شد. در کنفرانس تهران در نوامبر ۱۹۴۳، روزولت و چرچیل به استالین قول دادند که جبهه دوم طولانی مدت تأخیر را در ماه مه ۱۹۴۴ باز خواهند کرد.
متفقین چهار مکان را برای فرود در نظر گرفتند: بریتانی، شبه جزیره کوتنتین، نورماندی و پاسکال. از آنجایی که بریتانی و کوتنتین شبه جزیره هستند، ممکن بود که آلمانی‌ها پیشروی متفقین را در یک تنگه نسبتاً باریک قطع کنند، بنابراین این سایت‌ها رد شدند. با توجه به اینکه پاس-کاله نزدیک‌ترین نقطه در قاره اروپا به بریتانیا بود، آلمانی‌ها آن را محتمل‌ترین منطقه فرود اولیه دانستند، بنابراین این منطقه بسیار قوی بود. اما این منطقه فرصتهای کمی برای توسعه ارائه می‌دهد، زیرا این منطقه توسط رودخانه‌ها و کانالهای متعددی محدود شده‌است، در حالی که فرود در یک جبهه وسیع در نرماندی امکان تهدید همزمان بندر شربورگ، بندرهای ساحلی در غرب بریتانی و یک سرزمین را فراهم می‌کند. حمله به پاریس و سرانجام به آلمان. نرماندی از این رو به عنوان محل فرود انتخاب شد. جدی‌ترین عیب ساحل نورماندی - فقدان امکانات بندری - از طریق توسعه بندرهای مصنوعی توت برطرف خواهد شد. مجموعه ای از تانک‌های اصلاح شده، با نام مستعار Hobart's Funnies، به الزامات خاصی که برای کمپین نرماندی مورد انتظار بود، مانند پاکسازی مین‌ها، تخریب سنگرها و پل‌های متحرک پرداخت.
متفقین قصد داشتند حمله را در ۱ مه ۱۹۴۴ آغاز کنند. پیش نویس اولیه طرح در کنفرانس کبک در اوت ۱۹۴۳ پذیرفته شد. ژنرال دوایت دی آیزنهاور به عنوان فرمانده ستاد عالی نیروهای اعزامی متفقین منصوب شد. ژنرال برنارد مونتگومری فرمانده گروه ارتش بیست و یکم، که شامل تمام نیروهای زمینی درگیر در حمله بود، نامگذاری شد. در ۳۱ دسامبر ۱۹۴۳، آیزنهاور و مونتگومری برای اولین بار این طرح را مشاهده کردند، که فرود دوزیستان را توسط سه لشکر و دو لشکر دیگر در پشتیبانی پیشنهاد می‌کرد. دو ژنرال اصرار داشتند که مقیاس حمله اولیه به پنج لشکر، با فرود هوانوردی توسط سه لشکر دیگر، افزایش یابد تا عملیات در جبهه وسیع تری انجام شود و تسخیر شربورگ تسریع شود. نیاز به خرید یا تولید کشتی فرود اضافی برای عملیات گسترده به این معنی بود که حمله باید تا ژوئن به تعویق می‌افتاد. سرانجام، سی و نه لشکر متفقین به نبرد نورماندی متعهد می‌شوند: بیست و دو ایالات متحده، دوازده انگلیسی، سه کانادایی، یک لهستانی و یک فرانسوی، در مجموع بیش از یک میلیون سرباز.
عملیات
عملیات Overlord نامی بود که به ایجاد یک اقامتگاه بزرگ در قاره اختصاص داده شد. مرحله اول، حمله دوزیستان و ایجاد یک پایگاه امن، با رمز عملیات نپتون نامگذاری شد. برای به‌دست آوردن برتری هوایی مورد نیاز برای حصول اطمینان از حمله موفق، متفقین کمپین بمباران را انجام دادند (با نام رمز عملیات Pointblank) که تولید هواپیماهای آلمانی، منابع سوخت و فرودگاه‌ها را مورد هدف قرار داد. فریب‌های مفصلی با نام رمز عملیات بادیگارد در ماه‌های منتهی به حمله انجام شد تا آلمانی‌ها از زمان و مکان حمله مطلع نشوند.
قبل از فرود باید عملیات هوایی در نزدیکی کان در جناح شرقی برای ایمن‌سازی پلهای رودخانه اورن و شمال کارانتان در جناح غربی انجام شود. آمریکایی‌هایی که برای فرود در ساحل یوتا و ساحل اوماها تعیین شده بودند، باید روز اول کارنتان و سنت لو را تصرف می‌کردند، سپس شبه جزیره کوتنتین را قطع کرده و سرانجام تأسیسات بندری شربورگ را تصرف می‌کردند. بریتانیایی‌ها در Sword and Gold Beaches و کانادایی‌ها در ساحل جونو از جناح ایالات متحده محافظت می‌کنند و در اولین روز سعی می‌کنند فرودگاه‌هایی در نزدیکی کان ایجاد کنند. (یک ساحل ششم، با نام رمز «بند»، در شرق اورن در نظر گرفته شد) یک اقامتگاه امن با تمام نیروهای متجاوز متصل به هم ایجاد می‌شود، و سعی می‌شود تمام قلمرو در شمال اورانچ را در اختیار داشته باشد. خط فالایز در سه هفته اول. مونتگومری نبردی نود روزه را پیش‌بینی می‌کرد که تا رسیدن همه نیروهای متفقین به رودخانه سن ادامه یافت.

## طرح‌های فریبکاری
تحت چتر کلی عملیات بادیگارد، متفقین چندین عملیات فرعی را انجام دادند که برای گمراه کردن آلمانی‌ها در مورد تاریخ و مکان فرود متفقین طراحی شده بود. عملیات Fortitude شامل Fortitude North بود، یک کمپین اطلاعات نادرست با استفاده از ترافیک رادیویی جعلی که باعث می‌شد آلمانی‌ها منتظر حمله به نروژ، و Fortitude South باشند، فریب بزرگی که شامل ایجاد یک گروه خیالی اولین ارتش ایالات متحده تحت فرماندهی ژنرال جورج اس شد. پاتون، ظاهراً در کنت و ساسکس واقع شده‌است. Fortitude South قصد داشت آلمان‌ها را فریب دهد تا باور کنند که حمله اصلی در کاله رخ خواهد داد. پیامهای رادیویی واقعی گروه ارتش بیست و یکم ابتدا از طریق تلفن ثابت به کنت منتقل و سپس پخش شد تا این تصور را به آلمانی‌ها بدهد که اکثر نیروهای متفقین در آنجا مستقر شده‌اند. پاتون تا ۶ ژوئیه در انگلستان مستقر بود، بنابراین آلمان‌ها را فریب می‌داد تا فکر کنند حمله دوم در کاله رخ می‌دهد.
بسیاری از ایستگاه‌های راداری آلمان در سواحل فرانسه در آماده‌سازی برای فرود تخریب شدند. علاوه بر این، شب قبل از حمله، گروه کوچکی از اپراتورهای سرویس هوایی ویژه، چتربازهای ساختگی را بر فراز لو هاور و ایزینی مستقر کردند. این ساختگی‌ها آلمانی‌ها را به این باور رساند که یک فرود اضافی در هوا رخ داده‌است. همان شب، در عملیات مشمول مالیات، شماره ۶۱۷ اسکادران RAF نوارهای «پنجره»، فویل فلزی را که باعث بازگشت رادار شد، پرتاب کرد که توسط اپراتورهای رادار آلمانی به اشتباه به عنوان کاروان دریایی در نزدیکی هاور تفسیر شد. این توهم توسط گروهی از کشتی‌های کوچک که بادکنک‌های رگبار را می‌کشیدند تقویت شد. فریب مشابهی در نزدیکی Boulogne-sur-Mer در منطقه Pas de Calais توسط شماره ۲۱۸ اسکادران RAF در عملیات Glimmer انجام شد.

## آب و هوا
برنامه ریزان حمله مجموعه ای از شرایط را شامل مرحله ماه، جزر و مد و زمان روز تعیین کردند که تنها در چند روز در هر ماه رضایت بخش خواهد بود. ماه کامل مطلوب بود، زیرا برای خلبانان هواپیما روشنایی ایجاد می‌کرد و بالاترین جزر و مد را داشت. متفقین می‌خواستند فرودها را اندکی قبل از سپیده دم، وسط بین جزر و مد بالا، با ورود جزر و مد برنامه‌ریزی کنند. این امر باعث می‌شود تا دید موانع در ساحل افزایش یابد و در عین حال زمان مواجهه مردان در فضای باز نیز به حداقل برسد. آیزنهاور به‌طور موقت ۵ ژوئن را به عنوان تاریخ حمله انتخاب کرده بود. با این حال، در ۴ ژوئن، شرایط برای فرود نامناسب بود: بادهای شدید و دریاهای شدید راه اندازی هواپیماهای فرود را غیرممکن می‌کرد و ابرهای کم باعث می‌شد هواپیماها نتوانند اهداف خود را پیدا کنند.
کاپیتان گروه جیمز استگ از نیروی هوایی سلطنتی (RAF) عصر ۴ ژوئن با آیزنهاور دیدار کرد. او و تیم هواشناسی پیش‌بینی کردند که آب و هوا به اندازه کافی بهبود می‌یابد تا حمله در ۶ ژوئن ادامه یابد. تاریخهای بعدی موجود با شرایط جزر و مد مورد نیاز (اما بدون ماه کامل مطلوب) دو هفته بعد، از ۱۸ تا ۲۰ ژوئن خواهد بود. به تعویق انداختن تهاجم مستلزم فراخواندن افراد و کشتی‌هایی است که قبلاً برای عبور از کانال مانش آماده بودند و احتمال شناسایی طرح‌های تهاجم را افزایش می‌داد. پس از بحث‌های زیاد با دیگر فرماندهان ارشد، آیزنهاور تصمیم گرفت که حمله باید در ۶ ژوئن ادامه یابد. طوفان بزرگی سواحل نورماندی را از ۱۹ تا ۲۲ ژوئن دربر گرفت، که فرود ساحل را غیرممکن می‌کرد.
کنترل متفقین بر اقیانوس اطلس به این معنی بود که هواشناسان آلمانی اطلاعات کمتری نسبت به متفقین در مورد الگوهای آب و هوایی ورودی داشتند. همان‌طور که مرکز هواشناسی لوفت وافه در پاریس دو هفته آب و هوای طوفانی را پیش‌بینی می‌کرد، بسیاری از فرماندهان ورماخت پست خود را برای شرکت در بازی‌های جنگی در رن ترک کردند و به مردان بسیاری از واحدها مرخصی داده شد. فیلد مارشال اروین رومل برای تولد همسرش و ملاقات با هیتلر به آلمان بازگشت و سعی کرد پانزرهای بیشتری به دست آورد.